# Yasmina Reza
Pour les articles homonymes, voir Reza et Yasmine.
Yasmina Reza, née le 1er mai 1959 à Paris, est une femme de lettres française.
Sa production est variée, comprenant le théâtre, des romans, des scénarios. Sa pièce de théâtre « Art » (1994) est un succès international qui l'a fait connaître du grand public. Ses œuvres, adaptées dans plus de trente-cinq langues, ont reçu de nombreux prix, dont des prix anglo-saxons prestigieux tels deux Tony Awards et deux Laurence Olivier Awards. En novembre 2016, elle reçoit le prix Renaudot pour son roman tragicomique et vaudevillesque Babylone.

## Biographie

### Famille
Yasmina Reza, née Évelyne Reza le 1er mai 1959, est la fille de Jean Reza, juif irano-russe de Moscou, ingénieur issu d’une famille nomade et désargentée, et de Nora, violoniste, juive originaire de Hongrie, arrivée en France pour fuir le communisme. 
Elle obtient son baccalauréat à l'âge de 16 ans et s'inscrit à l'université de Nanterre d'abord en géographie mais bifurque très vite vers la sociologie puis le théâtre et envisage dans un premier temps de devenir actrice. Elle est mère d'un fils et d'une fille.

### Carrière
Ses pièces de théâtre mettent souvent en scène des personnages contemporains, dont elles reflètent les défauts et le ridicule. 
Sa première pièce, Conversations après un enterrement, créée en 1987, « réunit cinq membres d'une famille, dont deux frères et leur sœur, à la suite du décès du père. Une sixième personne les rejoint sans avoir été invitée. Il s'agit de l'ex-compagne de l'un des frères, Alex, mais éperdue amoureuse de l'autre, Nathan. » Les tensions que provoque ce triangle amoureux sont exacerbées par les cancans que rapportent les personnages sur les absents. Cette pièce connaît un succès immédiat en France et aux États-Unis. Il en est de même pour la suivante, « Art » publiée en 1994. 
Depuis, les œuvres théâtrales de Yasmina Reza ont été adaptées en plus de 35 langues et produites dans des théâtres de renom : au Royal Shakespeare Theatre, au Royal National Theatre, au Berliner Ensemble, à la Schaubühne de Berlin, en passant par le Burgtheater de Vienne, ou encore le Théâtre dramatique royal de Stockholm.[réf. nécessaire]
À partir de l'automne 2006, elle suit Nicolas Sarkozy pendant sa campagne électorale afin d'écrire un livre-enquête intitulé L'Aube le soir ou la nuit, sorti le 24 août 2007.
En janvier 2008, elle met en scène Le Dieu du carnage, au théâtre Antoine. La distribution comprend notamment Isabelle Huppert, André Marcon, Valérie Bonneton et Éric Elmosnino.
En 2009, elle porte elle-même à l'écran sa pièce Une pièce espagnole, devenue Chicas au cinéma, jouée par Carmen Maura, André Dussollier et Emmanuelle Seigner.
Elle participe à l'adaptation de sa pièce Le Dieu du carnage au cinéma. Le film Carnage que réalise Roman Polanski sort en 2011. L'adaptation est récompensée par un César de la meilleure adaptation.
Sa pièce Comment vous racontez la partie, parue chez Flammarion en mars 2011, est créée le 4 octobre 2012, à Berlin, au Deutsches Theater, dans une mise en scène de Stephan Kimmig (de), sous le titre Ihre Version des Spiels, avec Corinna Harfouch et Katrin Wichmann.
Elle a obtenu de prestigieuses récompenses et notamment certains des prix anglo-saxons les plus réputés : deux Laurence Olivier Awards (Royaume uni) et deux Tony Award (États-Unis) pour « Art » (1998) et Le Dieu du Carnage (2009). Le 3 novembre 2016, elle est lauréate du prix Renaudot pour son roman Babylone.
Elle est également auteur de romans et de récits : Hammerklavier (Prix de la nouvelle de l'Académie française), Une Désolation, Hommes qui ne savent pas être aimés (originellement publié sous le titre Adam Haberberg), Dans la luge d’Arthur Schopenhauer, Nulle part et L’Aube, le soir ou la nuit[réf. nécessaire].
Elle est également apparue comme actrice dans les films Loin d'André Téchiné, Le Goûter chez Niels et À demain de Didier Martiny.

## Œuvres

### Romans
- Une désolation, 1999
- Dans la luge d'Arthur Schopenhauer, 2005  (ISBN 2253121177)
- Hommes qui ne savent pas être aimés, Albin Michel, 2009  (Originellement : Adam Haberberg, Albin Michel, 2003)
- Heureux les heureux, Flammarion, 2013
- Babylone, Flammarion, 2016

- Serge, Flammarion, 2021

### Nouvelles
- Hammerklavier, 1997

### Théâtre
- Conversations après un enterrement, 1987
- La Traversée de l'hiver, 1990
- « Art », 1994
- L'Homme du hasard, 1995
- Trois versions de la vie, 2001
- Une pièce espagnole, 2004
- Le Dieu du carnage, 2006
- Comment vous racontez la partie, 2011
- Bella Figura, 2015
- Anne-Marie la Beauté, janvier 2020, Flammarion, 96 p.  mise en scène au Petit Théâtre, Théâtre de la Colline par Yasmina Reza, en mars 2020
- James Brown mettait des bigoudis, août 2023, Flammarion, 112 p. mise en scène au Petit Théâtre, Théâtre de la Colline par Yasmina Reza en septembre 2023

### Récits et essais
- Nulle part, 2005

- L'Aube le Soir ou la Nuit, 2007  (ISBN 2081209160)

- Récits de certains faits, Flammarion, 2024.

### Scénariste
- Jusqu'à la nuit de Didier Martiny, 1985
- À demain de Didier Martiny, 1992
- Le Pique-nique de Lulu Kreutz de Didier Martiny, 2000
- Chicas de Yasmina Reza, 2010
- Carnage de Roman Polanski, 2011

### Réalisatrice
- Chicas, 2010

## Distinctions

### Décoration
- Chevalière de l'ordre national du Mérite

### Récompenses
- Molière de l'auteur :
  - 1987 : Conversations après un enterrement
  - 1995 : « Art »
- Tony Award de la meilleure pièce[21] : 
  - 1998 : « Art »
  - 2009 : Le Dieu du carnage (God of Carnage)
- Laurence Olivier Award de la meilleure comédie (Laurence Olivier Award for Best New Comedy) :
  - 1997 : « Art »
  - 2009 : Le Dieu du carnage (God of Carnage)
- 2000 : Grand prix du théâtre de l’Académie française
- 2007 : Grand prix de littérature Henri-Gal pour l'ensemble de son œuvre
- 2010 : ACE Award de la meilleure pièce
- César 2012 : César de la meilleure adaptation pour Carnage
- 2013 : Prix littéraire du Monde (catégorie roman français) pour Heureux les heureux
- 2013 : Prix Marie-Claire du roman féminin
- 2016 : Prix Renaudot  pour Babylone
- 2020 : Prix Jonathan-Swift[22]
- 2024 : Prix mondial Cino-Del-Duca[23].

### Nominations
- Molières 2024 : Molière de l'auteur francophone vivant pour James Brown mettait des bigoudis